# Nikólskoie (Tambov)
Nikólskoie (en rus: Никольское) és un poble a l'óblast de Tambov, a Rússia, segons el cens del 2010 tenia 126 habitants.